# Billetterie informatisée
 (décembre 2011).
Si vous disposez d'ouvrages ou d'articles de référence ou si vous connaissez des sites web de qualité traitant du thème abordé ici, merci de compléter l'article en donnant les références utiles à sa vérifiabilité et en les liant à la section « Notes et références ».
 (avril 2021).
 (octobre 2022).
- Si vous ne connaissez pas le sujet, laissez ce bandeau (vous pouvez alors contacter les auteurs).
- Si vous supprimez le contenu mis en cause (vous pouvez préalablement contacter les auteurs),

argumentez précisément cette suppression dans la page de discussion
(un manque de référence n'est pas un argument ; une recherche réelle de référence doit avoir été effectuée, être formellement documentée).
La billetterie informatisée existe de manière significative depuis les années 1990 en France. Ce type de billetterie remplace progressivement la billetterie manuelle où les opérateurs disposaient de carnets de billets en trois parties, numérotées par les services des douanes. 
Traditionnellement, la billetterie était installée sur site (le lieu de spectacle ou de match), gérée en interne par ce lieu, et distribuée uniquement sur le site. En 1991, la FFF souhaita étudier la possibilité d’informatiser le parc des Princes pour les matchs de l’équipe de France de football et la finale de la Coupe de France de football.

## Législation

### En France
Les exploitants d'établissements de spectacles visés au I de l’article 290 quater du CGI déclarent à la direction des services fiscaux dont ils dépendent la mise en service d'un système informatisé de billetterie au plus tard lors de la première utilisation. Pour cela, le prestataire de services ou le vendeur du logiciel doivent fournir un document précisant :
- les spécifications minimales de l'outil :
  - son nom,
  - sa version,
  - les langages utilisés,
  - le nom de la personne ou de l'organisme à l'origine du projet,
  - le format du logiciel fourni (source, binaires...).
- la structure du système d'information mis en place pour votre billetterie : 
  - le(s) système(s) d'exploitation utilisés,
  - sa description fonctionnelle détaillée,
  - les dispositions techniques relatives à la sécurité de l'outil et de son environnement.

En cas d'utilisation des fonctionnalités de gestion des relations publiques du logiciel de billetterie informatisée (s'il en dispose), il faut déclarer à la Commission nationale de l'informatique et des libertés la constitution d'un fichier informatisé de personnes physiques et morales, conformément à la loi no 78-17 du 6 janvier 1978.

## Effets sur la profession d'une informatisation de la billetterie

### Billetterie pure
L'informatisation de la billetterie permet d'obtenir à la demande les billets nécessaires pour une représentation donnée, à un tarif donné. Ceci contrairement à une billetterie dite « manuelle » qui oblige à avoir une réserve de place à tous les tarifs pour chaque séance, ce qui implique une tâche importante à chaque date.
Cette informatisation permet aussi un suivi en temps réel de l'état des jauges, des statistiques de fréquentation plus aisées et plus poussées, une multiplication des points de vente...

### Multi billetteries
Les logiciels de multi billetterie ont été créés pour combler des besoins plus complexes. Ces logiciels, sont souvent des progiciels spécialisés et non plus des modules mineurs d'un logiciel de gestion de ventes et du public. Ils sont de ce fait beaucoup plus chers et complexes à mettre en œuvre.
Voici une liste non limitative de prestations vendables dans une multi billetterie : billetterie de spectacle « pure » avec ou sans coorganisation, boutique (vente, location), restaurant, bar, musée, vestiaire, parking. Le principe des logiciels de multi billetterie est que le logiciel va permettre de vendre tous les types de prestations depuis une même caisse et en générant une facture unique pour un client identifié de manière unique. Aussi, la configuration de tous les types de prestations doit être liée à une unique source de données.
Paramétrer une vraie multi billetterie est de ce fait quelque chose de relativement complexe lorsque l'on télescope des notions de TVA différentes selon les prestations, d'abonnements et d'adhésions des clients, de tarifs préférentiels, de canaux de vente différents (site web, revendeurs, vente déconnectée de la base, billetterie dématérialisée, automates de vente...), de gestion de la relation client, la présence de contrôles d'accès, la possibilité de réserver les prestations, de gérer des stocks, les divers périphériques de caisse (affichages, imprimantes à billets, chèques, cartes d'adhésion, scanners à chèques, TPE) etc. ainsi que les statistiques à produire sur tous les éléments ci-dessus et l'interface vers un logiciel de comptabilité.
Toutes ces informations et paramétrages se retrouvent dans une unique base de données qu'il est de ce fait relativement complexe et long de transférer d'un prestataire vers un autre en cas de paramétrage élaboré. L'industrialisation de cette filière professionnelle est récente, aucun standard de transfert de l'information n'existe légalement ou ne s'est imposé entre prestataires. Avant de choisir son logiciel, il est donc primordial d'envisager les activités futures de la multi billetterie à informatiser en effet changer de prestataire coûte généralement aussi cher que la première informatisation et ne saurait intervenir trop souvent.

### Partenaires et points de vente
Une billetterie informatisée en réseau (toutes ne le sont pas) permet une multiplicité très importante des points de vente, jusqu'à son ouverture aux partenaires afin d'avoir une véritable dynamique de vente que l'on puisse suivre à distance. La notion de mise à jour en « temps réel » est extrêmement important pour éviter de retomber dans le travers des dépôts de billetterie qui ne permettent pas un suivi assez fin pour optimiser les ventes par rapport aux jauges.

### Communication Internet
Dans la même idée qu'un logiciel de billetterie ne doit pas se limiter à cela, toute sorte d'interconnexions sont possibles, en particulier avec les sites Internet liés à l'activité ciblée. Ainsi il est possible d'imaginer une mise à jour en temps réel des informations sur les spectacles programmés, les heures des séances, l'état des jauges, des commentaires interactifs...
Par exemple, le site internet de la cinémathèque française est directement liée à un logiciel de billetterie.

### Informatisation et fausse billetterie
L'arrivée de l'informatique dans le domaine de la billetterie a généré de nouvelles manières de « tricher ». Les carnets à souche des douanes présentaient une unicité qu'il n'était possible de dupliquer qu'à l'aide d'un imprimeur.
La billetterie moderne sur support thermique autorise bien plus largement un opérateur indélicat à frauder. Si le législateur a conservé la contrainte d'imprimer les billets sur des supports en deux parties numérotés sous contrôle des douanes et de lier les opérations d'impression dans le logiciel de billetterie à une numérotation unique, ascendante et reportée sur les deux parties du billet thermique, il reste bien entendu des failles.
Parmi les fraudes possibles et pratiquées historiquement :
- En cas d'absence d'affichage de caisse, la possibilité d'inclure « en dur » dans le masque de billet le tarif. La personne paye ce qu'elle voit sur le billet, ce dernier est néanmoins enregistré par l'opérateur comme un billet invitation ou un billet à un tarif moins important. La numérotation des billets est juste, si le logiciel autorise la suppression ou la modification du masque de billet utilisé, la fraude est indétectable.
- Dans une salle non remplie, la possibilité d'annuler le billet d'une personne rentrée et de ré-éditer la place à un tarif gratuit ou moins cher, la différence étant empochable, l'annulation passe pour une erreur et si l'opération n'est pas trop fréquente ou enregistrée à un horaire illogique elle est invisible. L'opérateur n'a plus alors qu'à récupérer le coupon d'entrée du billet plein tarif et à l'annexer au coupon d'annulation.
- Ceci plus la possibilité de jouer avec des retours en arrière sur sauvegarde et de prétexter une panne informatique en cas de contrôle des douanes pour l'absence de traces des mouvements. La fraude porte alors au maximum sur quelques billets d'une soirée et ne peut être régulièrement renouvelée.

La plupart des fournisseurs de billetterie, confrontés à des fraudes régulières, ont comme principe de limiter les droits à modification des éléments d'un spectacle en cours de saison ou alors enregistrent toutes les modifications en base de données ce qui permet, à défaut d'empêcher la fraude, d'en retrouver la trace et donc de rendre l'activité périlleuse.

## Modes de contractualisation
Les modes de contractualisation dans le monde de la billetterie sont souvent très divers. C'est d'ailleurs une difficulté tant pour les commanditaires que pour les fournisseurs quand il s'agit de formaliser un appel d'offres public.

### Contrat de mandat
Ce type de contrat est dit "transparent avec intermédiaire".
Le distributeur (fournisseur d'une solution) agit en intermédiaire de billetterie pour le diffuseur (ex: l'organisateur de spectacles). Il ne met qu'à disposition un ou des outils et est rémunéré sur une facturation propre (ayant par exemple un taux de TVA classique, de 20% en France en 2015).
Le diffuseur doit maîtriser totalement sa billetterie et est seul responsable par rapport à ses ventes, ses spectateurs, en cas d'annulation de date, etc.

### Contrat de commission
Ce type de contrat est dit "opaque passant par un tiers".
Le distributeur vend les billets en son nom propre, billets liant les acheteurs et le distributeur directement sans passer par le diffuseur. Dans ce cas, le distributeur se rémunère directement sur la vente de billet (encaissant par exemple un taux de TVA "spectacle", de 2,10% ou 7% en France en 2015 selon les cas). Si une annulation de date ou un défaut se produisent, le distributeur est alors le seul responsable de gérer ces situations.
Le diffuseur donne des directives au distributeur mais n'est plus "opérationnel" dans la vente de billets. Il prend cependant moins de risques vis-à-vis de l'organisation de la billetterie.

### Contrat de fourniture (ou de prestations)
Ce type de contrat est dit d'"équipement logiciel".
Le fournisseur n'est plus un intermédiaire (opaque ou transparent), mais un pur fournisseur de service et/ou de produits. Son rôle se résume à la garantie de conformité de la solution déployée pour le compte du diffuseur et les services connexes (formation, livrables, suivi, étude, etc.).
Le diffuseur est seul gérant et garant de sa billetterie. Aucun argent ne transite par un compte autre que les siens, sur le principe les données appartiennent au diffuseur et à lui seul (le fournisseur de logiciel ne se servant pas de ces données massives pour son propre intérêt). La fourniture du logiciel se résume à la contractualisation de services et/ou de licences liés au(x) logiciel(s).
C'est le contrat le plus standard en informatique, laissant le maximum de latitude aux clients, sur une base la plus transparente possible.